# Nočna ptica (film, 2016)
Nočna ptica je slovenski kratki animirani film iz leta 2016.

## Vsebina
Policisti so obveščeni o mrtvem jazbecu na cesti. Ko ponoči pridejo do njega, se izkaže, da se je opil z zrelimi hruškami. V naslednjem trenutku se oblečeni in nergavi jazbec vozi z avtom po cesti. Je hruške, ki jih ima na sovoznikovem sedežu, posluša glasbo, megli se mu in cesta mu zmeraj bolj poplesava pred očmi. Sebe poimenuje nočna ptica in si natakne sončna očala. Na koncu policisti z lopato pospravijo jazbeca s ceste in si povedo šaljivo anekdoto o pijanem moškem, ki je končal v sosedovi postelji.

## Financiranje in produkcija
Projekt je ocenjen na 120.550 evrov. Podprli so ga Slovenski filmski center (48.000 evrov), RTV Slovenija (43.200 evrov) in hrvaški avdiovizualni center (162.000 kun oz. 21.378 evrov). Produciral ga je Finta Film, koproducenta sta bila RTV Slovenija in hrvaški Bonobostudio (Vanja Andrijević). Nemških financerjev se jim ni posrečilo dobiti.

### Izdelava in ozadje zgodbe
Film govori o zasvojenosti, osamljenosti in tragediji alkoholizma v družini, ki se okolici zdi smešen. Na izbiro lika jazbeca so vplivale anekdote o tej živali. Cesta je prispodoba zavoženega življenja. Tema predstavlja temačnost alkoholizma. Film je bil narejen z multiplan kolažno tehniko, na stari trik mizi, sestavljeni iz več steklenih površin, ki ustvarijo občutek globine. S to tehniko se je Čadeževa srečala že pri ustvarjanju krajšega animiranega dela za igrani film Lahko noč, gospodična. Sence so bile narejene s kavo, motnje s stekleno posodo za peko, zamegljene luči pa z vazelinom. Ko si je Čadeževa hotela olajšati delo, je poskusila na računalniku, vendar učinek ni bil enak. Imela je dva pomočnika, na koncu pa je delala sama, ker se je projekt zavlekel.

## Glasovni igralci
- Andrej Nahtigal
- Karin Komljanec
- Gregor Zorc

## Ekipa
- animacija: Zarja Menart, Špela Čadež in Matej Lavrenčič
- glasba: Tomaž Grom
- montaža: Iva Kraljević
- zvok: Johanna Wienert

## Nagrade
- 2017: Štigličev pogled za režijo
- 2016: Animateka: nagrada občinstva
- Liffe 2016: nagrada za kratki film
- Festival slovenskega filma 2016: vesna za animirani film